# Recobriment per conversió
El recobriment per conversió és un tractament químic o electroquímic aplicat a les peces fabricades que converteix el material que hi hagi a la superfície en una fina capa adherida d'un compost insoluble. Aquests recobriments s'apliquen habitualment per protegir la peça de la corrosió, per millorar l'adherència d'altres recobriments, per a la lubricació o amb finalitats estètiques.

## Tipus
Els processos de recobriment de conversió més comuns per a peces metàl·liques amb ús industrial inclouen
- Cromatge (alumini, acer)
- Fosfatació (acer)
- Blau (acer)
- Òxid negre (acer)
- Anoditzat (alumini)
- Estanat (magnesi)[5]
- Molibdat (zinc, zinc- níquel)[6][7]
- Zirconat (acer, alumini, magnesi, acer galvanitzat).[8][9][10]
- Titanat (acer, alumini, magnesi).[8]
- Electròlisi de plasma (alumini, magnesi, titani)[11][12]

## Substrats no metàl·lics
S'han estudiat recobriments de conversió per a substrats no metàl·lics, com per a la protecció de vidres de fluorozirconat utilitzats en optoelectrònica.

## Normativa
Les especificacions militars dels EUA per als recobriments de conversió inclouen MIL-DTL-5541, MIL-DTL-81706 i MIL-DTL-5574, totes elles relacionades amb l'alumini.